# إنتاج الذهب في الوطن العربي
يستخرج الذهب في عدد من أقطار الوطن العربي في مقدمتها السودان.

## الجزائر
تمتلك الجزائر ثاني أكبر احتياطي للذهب عربيا والحادي والعشرين عالميا.

## السودان
عرف السودان القديم باسم بلاد النوبة والكلمة هيروغليفية تعني الذهب. بلغ إنتاج الذهب في السودان ذروته في عام 2017 حيث وصل إلى 107 أطنان، ثم انخفض في عام 2018 إلى 93.6 طنا. واصل الإنتاج انخفاضه حيث وصل في 2019 إلى 76.6 طن. تقدر مصادر غير رسمية الإنتاج السنوي بين 200 و250 طناً يتم تهريب معظمها دون علم السلطات، ويبدو أن هذا هو السبب وراء انخفاض أرقام الإنتاج الرسمية مقابل كميات الإنتاج الفعلية.